# Louise Brooks
Louise Brooks, född 14 november 1906 i Cherryvale, Kansas, död 8 augusti 1985 i Rochester i New York, var en amerikansk dansös, skådespelare och författare. 

## Biografi
Louise Brooks far var advokat. Som femtonåring började hon sin karriär som dansare och medverkade i bland annat Ziegfeld Follies. Brooks kom 1925 till Hollywood och medverkade i ett dussintal filmer för Paramount Pictures. Brooks fick inget större genombrott och sökte sig till Europa, där hon bland andra spelade i två filmer regisserade av GW Pabst, Pandoras ask (Die Büchse der Pandora) och En förlorads dagbok (Tagebuch einer Verlorenen), båda 1929, som skrivit in henne i filmhistorien.
I USA var kritikerna måttligt imponerade; New York Times ansåg hennes insats i Pandoras ask vara "otydlig". Brooks erbjöds endast småroller efter återkomsten till USA och hon gick i personlig konkurs i februari 1932. Hon drog sig tillbaka från filmandet och återupptog sin karriär som nattklubbsdansös. År 1936 gjorde hon ånyo ett försök till comeback och fick några obetydliga roller i B-westerns. Hon drog sig definitivt tillbaka från filmen 1938. År 1939 uttalade hon sig om den då elvaåriga barnstjärnan Shirley Temple som hon kallade: "A swaggering tough little slut" ('ett stöddigt litet fnask').
I början av 1940-talet framträdde Brooks en del på radio, försörjde sig som försäljare, tröttnade och prostituerade sig. Hon blev med tiden något av en eremit, skrev periodvis för olika filmtidningar men fortsatte att leva ett tillbakadraget liv.
Under 1950-talet uppstod en kult kring Louise Brooks sedan Pandoras ask visats på filmklubbar i Europa och USA. Föreställningen om hennes storhet som aktris och ikonstatus är av sent datum och återspeglar inte hur hon sågs av samtiden. Hon bosatte sig i Rochester och 1982 utkom hennes självbiografi: Lulu in Hollywood.

## Brooks i populärkulturen
- Seriefiguren Louise Brookszowyc (där inspirationen lyser igenom) figurerar i de båda Corto Maltese-historierna Favola di Venezia (1977) och Y todo a media luz (1985). 1983 besökte serieskaparen, Hugo Pratt, Louise Brooks i hennes hem i Rochester.[5]
- Guido Crepax seriefigur Valentina är visuellt baserad på Louise Brooks.[6]
- 1991 släppte OMD albumet Sugar Tax, där låten "Pandora's Box" finns med. Denna låt är inspirerad av 1929 års film med samma namn, där Louise Brooks spelade en huvudroll.

## Filmografi i urval
- 1925 – Skuggornas barn (okrediterad)
- 1926 – Mannens ideal (The American Venus)
- 1926 – En sparv i tranedans
- 1926 – Mannen som gör vad som faller honom in
- 1926 – Den blonda faran
- 1927 – En herre i frack (Evening Clothes)
- 1927 – Tidig ungdom
- 1927 – Hjältar i luften
- 1928 – En flicka i varje hamn
- 1928 – Beggars of Life
- 1929 – Midnattsmysteriet (The Canary Murder Case)
- 1929 – Pandoras ask (Die Büchse der Pandora)
- 1929 – En förlorads dagbok (Tagebuch einer Verlorenen)
- 1930 – Prix de beauté
- 1936 – De tomma sadlarnas hus
- 1937 – När man är kär (ej krediterad)